# 重力の特異点
重力の特異点（じゅうりょくのとくいてん、gravitational singularity）は、一般相対性理論の解として与えられる、計量が無限大に発散するような点。
回転しておらず電荷を持たないブラックホール（シュワルツシルト解）では内部の一点に特異点が発生し、点の特異点と呼ばれる。一方、回転しているブラックホール（カー解）では特異点はリング状である。